# Леонтьєв В'ячеслав
В'ячеслав Леонтьєв (більш відомий під псевдонімом Бустер (англ. Buster або полковник Бустеренко; нар. 25 лютого 1997, Москва, Росія) — російський відеоблогер, стример і летсплейщік, власник YouTube-каналу «Бустер» і Twitch -каналу «Buster». 
Станом на лютий 2022 року YouTube-канал «Бустер» має понад 2,6 млн підписників і більш як 69 млн переглядів, а Twitch-канал «Buster» має понад 1,8 млн передплатників. Ще є другий канал з назвою «Бустер грає», і він має більше ніж 415 тис. підписників.

## Біографія
В'ячеслав Леонтьєв народився 25 лютого 1997 в Москві. Йому з самого дитинства подобалося грати в комп'ютерні ігри.

### Діяльність на Twitch і YouTube
Twitch-канал створив у 2015 році. Познайомився з популярними стримерами й на цей момент є учасником популярної спільноти стримерів «FREAK SQUAD».

## Блогінг
11 травня 2020 року взяв участь в командному поєдинку проти команди Natus Vincere, за грою в режимі онлайн стежили понад 190 000 людей.
19 вересня 2020 року взяв участь в івенті Aim Star, суміш турніру і шоу де змагаються топові кіберспортсмени та стримери, організованим оператором мобільного зв'язку Altel і Qazaq Cybersport Federation.
7 лютого 2021 роки обіграв колишнього професійного гравця Virtus.pro Ярослава pashaBicepsa Яжомбковскі в CS: GO. За поєдинком в режимі онлайн одночасно спостерігали 25 тис. глядачів.
15 лютого 2021 року спільно з компаніями: LG Electronics і Streamers Alliance запустив проєкт StreamHouse, суть якого зібрати популярних стримерів різних напрямків і тематик в одному будинку і протягом 14 днів проводити тематичні трансляції для глядачів. Дану подію транслював в прямому ефірі канал Buster на сервісі Twitch.
27 грудня 2020 організував і провів шоу-матч по CS: GO, в якому разом з колективом обіграв команду Virtus.pro з рахунком 2:0, яка представляє СНД-який регіон, і займає 5-е місце у світовому рейтингу з CS: GO за версією Electronic Sports League.

## Популярність
19 січня 2021 року Streams Charts опублікував статистику кращих російськомовних стримерів на Twitch у 2020 році за кількістю годин перегляду, і розмістив Бустера на другому місці.
18 січня аналітичний сайт Streams Charts назвав популярних стримерів 2020 року на Twitch без урахування кіберспортивних студій, В'ячеслав Леонтьєв увійшов до трійки лідерів.
В кінці 2020 року CQ спільно з аналітичною платформою Stream Charts склали список 10 найпопулярніших російськомовних стримерів за останні 12 місяців, і присвоїли йому 1-е місце.
21 грудня 2020 року ввійшов у список 10 найкращих російськомовних стримерів Twitch, які набрали популярність у 2020-му, і зайняв в рейтингу 1-е місце.
7 грудня 2020 року обійняв 7-е місце в рейтингу 10 проривів серед російських авторів YouTube.
22 листопада 2020 року В'ячеслав Леонтьєв встановив рекорд за кількістю глядачів серед російськомовних стримерів, за шоу-матчем команд Бустера і Володимира Братішкіна одночасно спостерігали 121 922 особи.
17 листопада 2020 Журнал PERSONO назвав Бустера найбільш обговорюваним стримером в СНД.
6 червня 2020 року обійняв 4-е місце в списку 10 російськомовних стримерів за кількістю передплатників на Twitch, за версією видання Zikurat, яке займається висвітленням кіберспорту в СНД.